# Giedrius Titenis
Giedrius Titenis (né le 21 juillet 1989 à Anykščiai) est un nageur lituanien en activité, spécialiste des épreuves de brasse. Multiple médaillé dans les championnats internationaux juniors, il se révèle en juillet 2009 en obtenant la médaille de bronze du 200 m brasse aux Championnats du monde de Rome.

## Biographie
Giedrius Titenis s'illustre dans les catégories juniors en remportant plusieurs récompenses en compétition internationale. Ainsi, il prend la troisième place du 200 m brasse en 2005 lors du Festival olympique de la jeunesse européenne. Il est également médaillé de bronze du 200 m en 2006 à Rio de Janeiro lors des Championnats du monde juniors. L'année suivante, il remporte le même métal au niveau continental sur 100 m lors des Championnats d'Europe juniors disputés à Anvers. En 1 min 2 s 51, il est alors battu par le Hongrois Dániel Gyurta et l'Italien Edoardo Giorgetti. En cette année 2007, il dispute également les Championnats du monde seniors à Melbourne. Éliminé en séries des 50 et 200 m, il atteint les demi-finales du 100 m en passant pour la première fois sous la barre de la minute et une seconde en 1 min 0 s 92. Un temps similaire lui aurait permis de se qualifier pour la finale mais il nage moins vite et quitte la compétition à ce niveau.
En 2008, Titenis participe aux Jeux olympiques d'été de 2008 dans une épreuve, le 100 m brasse. Il se qualifie en demi-finale en améliorant son record personnel en 1 min 0 s 11, sixième performance chronométrique globale. Comme lors des mondiaux 2007, il n'approche pas ce temps en demi-finale et ne se qualifie pas pour la finale alors que son record suffisait. 
Quelques jours avant les Championnats du monde 2009, il participe à l'Universiade organisée à Belgrade. Le Lituanien y descend pour la première fois sous la minute sur 100 m en prenant la quatrième place finale en 59 s 94. Sur 200 m, il améliore sensiblement son record personnel en l'abaissant de près de six secondes, ce qui lui permet de décrocher la troisième place sur 200 m. En Italie lors des mondiaux, il se qualifie en finale du 100 m après avoir amélioré son meilleur temps en séries en 59 s 24. Il termine sixième de la finale mais ne manque pas celle du 200 m à laquelle il participe également. Abaissant une nouvelle fois son record de plus de trois secondes, il remporte en effet la médaille de bronze en 2 min 7 s 80. Partageant cette troisième place avec l'Australien Christian Sprenger, détenteur du record du monde, il ne concède que seize centièmes de seconde au vainqueur, le Hongrois Gyurta, alors que l'Américain Eric Shanteau enlève la médaille d'argent.
Lors des Jeux olympiques de Londres 2012, il est finaliste du 100 m brasse, terminant huitième.

## Palmarès

### Championnats du monde
- Championnats du monde 2009 à Rome (Italie) :
  -  Médaille de bronze du 200 m brasse.

### Championnats d'Europe

#### En grand bassin
- Championnats d'Europe 2014 à Berlin (Allemagne) :
  -  Médaille d'argent du 50 m brasse.
  -  Médaille de bronze du 100 m brasse.
  -  Médaille de bronze du 200 m brasse.

- Championnats d'Europe 2016 à Londres (Royaume-Uni) :
  -  Médaille de bronze du 100 m brasse.

#### En petit bassin
- Championnats d'Europe 2015 à Netanya (Israël) :
  -  Médaille de bronze du 100 m brasse.

## Records

### Records personnels
Ce tableau détaille les records personnels de Giedrius Titenis en grand bassin au 6 août 2009.
| Épreuve      | Temps        | Compétition                         | Lieu         | Date       |
| 50 m brasse  | 27 s 57      | Championnats du monde 2009 (séries) | Rome, Italie | 28/07/2009 |
| 100 m brasse | 59 s 24      | Championnats du monde 2009 (séries) | Rome, Italie | 26/07/2009 |
| 200 m brasse | 2 min 7 s 80 | Championnats du monde 2009          | Rome, Italie | 31/07/2009 |